# أوروش ميركوفيتش
أوروش ميركوفيتش هو لاعب كرة قدم صربي في مركز الوسط، ولد في 8 أغسطس 1990 في Prokuplje ‏ في صربيا. لعب مع FK Donji Srem ‏.

## وصلات خارجية
- أوروش ميركوفيتش على موقع قاعدة بيانات كرة القدم.إي يو (الإنجليزية)
- أوروش ميركوفيتش على موقع Soccerway.com (الإنجليزية)